# Prima Divisione Piemonte 1940-1941
Fu il massimo campionato di calcio dilettantistico.

La Prima Divisione fu organizzata e gestita dai Direttori di Zona.

Le finali per la promozione in Serie C erano gestite dal Direttorio Divisioni Superiori che aveva sede a Roma.
Il Direttorio I Zona gestiva in questa stagione le squadre del Piemonte.

## Girone A

### Squadre partecipanti
| Squadra                                    | Città (provincia)      | Stagione precedente |
| ------------------------------------------ | ---------------------- | ------------------- |
| A.C. Arona                                 | Arona (NO)             |                     |
| A.S. Biellese (B = riserve)                | Biella (VC)            |                     |
| G.C. Borgomaneresi                         | Borgomanero (NO)       |                     |
| Dop. Comunale Borgosesia                   | Borgosesia (VC)        |                     |
| Sez. Calcio Dop. Az. Erios                 | Vigliano Biellese (VC) |                     |
| G.U.F. Vercelli                            | Vercelli               |                     |
| Oleggio Sportiva                           | Oleggio (NO)           |                     |
| U.S. Pro Vercelli (B = riserve, squadra B) | Vercelli               |                     |
| S.S. Sparta                                | Novara                 |                     |
| U.S. Trecatese                             | Trecate (NO)           |                     |

### Classifica finale
|  | Pos. | Squadra         | Pt       | G  | V  | N  | P  | GF | GS | QR    |
|  | ---- | --------------- | -------- | -- | -- | -- | -- | -- | -- | ----- |
|  | 1.   | Biellese B      | 22       | 14 | .  | .  | .  | .. | .. | ?,??? |
|  | 2.   | Sparta Novara   | 19       | 14 | .  | .  | .  | .. | .. | ?,??? |
|  | 3.   | Pro Vercelli BB | 19       | 14 | .  | .  | .  | .. | .. | ?,??? |
|  | 4.   | Arona           | 14       | 14 | .  | .  | .  | .. | .. | ?,??? |
|  | 5.   | Erios           | 6        | 14 | .  | .  | .  | .. | .. | ?,??? |
|  | 6.   | Oleggio         | 4        | 14 | .  | .  | .  | .. | .. | ?,??? |
|  | --   | Trecatese       | Ritirato | -- | -- | -- | -- | -- | -- | ----  |
|  | --   | Borgomaneresi   | Ritirato | -- | -- | -- | -- | -- | -- | ----  |
|  | --   | Borgosesia      | Ritirato | -- | -- | -- | -- | -- | -- | ----  |
|  | --   | GUF Vercelli    | Ritirato | -- | -- | -- | -- | -- | -- | ----  |

Legenda:
      Ammesso alle finali regionali.
      Retrocesso in Seconda Divisione.
Regolamento:
Due punti a vittoria, uno a pareggio, zero a sconfitta.
Quoziente reti in caso di pari punti, per qualsiasi posizione di classifica.

## Girone B

### Squadre partecipanti
| Squadra                        | Città (provincia)          | Stagione precedente |
| ------------------------------ | -------------------------- | ------------------- |
| U.S. Acqui (B = riserve)       | Acqui Terme (AL)           |                     |
| Alessandria U.S. (B = riserve) | Alessandria                |                     |
| A.S. Casale (B = riserve)      | Casale Monferrato (AL)     |                     |
| G.S.D.A. Cinzano               | Santa Vittoria d'Alba (CN) |                     |
| A.C. Cuneo (B = riserve)       | Cuneo                      |                     |
| A.C. Derthona                  | Tortona (AL)               |                     |
| Dop. Az. F.I.A.T.              | Torino                     |                     |
| A.C. Saluzzo                   | Saluzzo (CN)               |                     |
| A.C. Savigliano (B = riserve)  | Savigliano (CN)            |                     |
| Torino F.C. (C = allievi)      | Torino                     |                     |

### Classifica finale
|  | Pos. | Squadra       | Pt       | G  | V  | N  | P  | GF | GS | QR    |
|  | ---- | ------------- | -------- | -- | -- | -- | -- | -- | -- | ----- |
|  | 1.   | Cinzano       | ??       | 13 | .  | .  | .  | .. | .. | ?,??? |
|  | 2.   | ???           | ??       | 13 | .  | .  | .  | .. | .. | ?,??? |
|  | 3.   | ???           | ??       | 13 | .  | .  | .  | .. | .. | ?,??? |
|  | 4.   | ???           | ??       | 13 | .  | .  | .  | .. | .. | ?,??? |
|  | 5.   | ???           | ??       | 13 | .  | .  | .  | .. | .. | ?,??? |
|  | --   | Acqui B       | Ritirato | -- | -- | -- | -- | -- | -- | ----  |
|  | --   | Cuneo B       | Ritirato | -- | -- | -- | -- | -- | -- | ----  |
|  | --   | Alessandria B | Ritirato | -- | -- | -- | -- | -- | -- | ----  |
|  | --   | Casale B      | Ritirato | -- | -- | -- | -- | -- | -- | ----  |
|  | --   | Savigliano B  | Ritirato | -- | -- | -- | -- | -- | -- | ----  |

Legenda:
      Ammesso alle finali regionali.
      Retrocesso in Seconda Divisione.
Regolamento:
Due punti a vittoria, uno a pareggio, zero a sconfitta.
Quoziente reti in caso di pari punti, per qualsiasi posizione di classifica.

## Girone C

### Squadre partecipanti
| Squadra                                    | Città (provincia)     | Stagione precedente |
| ------------------------------------------ | --------------------- | ------------------- |
| A.S. Aosta                                 | Aosta                 |                     |
| D.A. Cogne                                 | Valdigna d'Aosta (AO) |                     |
| G.S. F.G.C. Ivrea                          | Ivrea (TO)            |                     |
| D.A. Lancia                                | Torino                |                     |
| D.A. Magnadyne                             | Collegno (TO)         |                     |
| U.S. Pro Vercelli (B = riserve, squadra A) | Vercelli              |                     |
| U.S. Santhià                               | Santhià (VC)          |                     |
| U.S. Settimese                             | Settimo Torinese (TO) |                     |
| G.S. Snia Viscosa                          | Venaria Reale (TO)    |                     |
| G.S. Valpellice                            | Torre Pellice (TO)    |                     |

### Classifica finale
|  | Pos. | Squadra         | Pt       | G  | V  | N  | P  | GF | GS | QR    |
|  | ---- | --------------- | -------- | -- | -- | -- | -- | -- | -- | ----- |
|  | 1.   | Magnadyne       | 28       | 17 | 12 | 4  | 1  | 44 | 17 | 2,588 |
|  | 2.   | Aosta           | 25       | 17 | 11 | 3  | 3  | 28 | 12 | 2,333 |
|  | 3.   | Ivrea           | 20       | 17 | 9  | 2  | 6  | 38 | 26 | 1,461 |
|  | 4.   | Valpellice      | 16       | 17 | 7  | 2  | 8  | 33 | 32 | 1,031 |
|  | 5.   | Lancia          | 15       | 16 | 7  | 1  | 8  | 24 | 23 | 1,043 |
|  | 6.   | Cogne           | 14       | 17 | 6  | 2  | 9  | 23 | 30 | 0,766 |
|  | 7.   | Snia Viscosa    | 14       | 17 | 6  | 2  | 9  | 21 | 33 | 0,636 |
|  | 8.   | Settimese       | 6        | 16 | 3  | 3  | 10 | 29 | 43 | 0,674 |
|  | 9.   | Santhià         | 4        | 17 | 3  | 1  | 13 | 12 | 38 | 0,315 |
|  | --   | Pro Vercelli BA | Ritirata | -- | -- | -- | -- | -- | -- | ----  |

Legenda:
      Ammesso alle finali regionali.
      Retrocesso in Seconda Divisione.
Regolamento:
Due punti a vittoria, uno a pareggio, zero a sconfitta.
Quoziente reti in caso di pari punti, per qualsiasi posizione di classifica.
Note:
Lancia e Settimese una partita in meno.

## Finali regionali

### Classifica finale
|  | Pos. | Squadra       | Pt | G | V | N | P | GF | GS | QR    |
|  | ---- | ------------- | -- | - | - | - | - | -- | -- | ----- |
|  | 1.   | Sparta Novara | ?? | 4 | . | . | . | .. | .. | ?,??? |
|  | 2.   | Aosta         | ?? | 4 | . | . | . | .. | .. | ?,??? |
|  | 3.   | Cinzano       | ?? | 4 | . | . | . | .. | .. | ?,??? |

Legenda:
      Campione piemontese di 1ª Divisione.
      Successivamente ammesso in Serie C 1941-1942.
Regolamento:
Due punti a vittoria, uno a pareggio, zero a sconfitta.
Quoziente reti in caso di pari punti, per qualsiasi posizione di classifica.

## Verdetti finali
- Sparta Novara è promosso in Serie C 1941-1942.
- Aosta e Ivrea sono ammessi in Serie C a completamento organici.[5].